# 조반니 발리엔
조반니 발리엔(이탈리아어: Giovanni Varglien dʒoˈvanni ˈvarʎen[*]; 1911년 5월 16일, 오스트리아-헝가리 피우메 ~ 1990년 10월 16일, 프리울리-베네치아 줄리아 주 트리에스테)은 발리엔 2호(Varglien II)로도 알려진 피우메(현 크로아티아 리예카) 출신 이탈리아의 전 축구 선수이자 감독으로, 현역 시절 미드필더로 활약했다.

## 클럽 경력
발리엔은 현역 시절 대부분을 이탈리아의 유벤투스에서 보냈는데, 고향 피우마나와 팔레르모에서도 활약했다.

## 국가대표팀 경력
발리엔은 1936년부터 1937년까지 이탈리아를 대표로 3경기에 출전했다.

## 사생활
조반니의 형 마리오도 유벤투스의 선수로, 이탈리아의 월드컵 우승 주역이기도 했다.

### 클럽
유벤투스
- 세리에 A: 1930–31, 1931–32, 1932–33, 1933–34, 1934–35
- 코파 이탈리아: 1937–38, 1941–42

팔레르모
- 세리에 B: 1947–48